# 羅斯蘭
羅斯蘭（英語：Rossland）是加拿大卑詩省南部古特尼邊界地區一座城市。據2011年加拿大人口普查所示，羅斯蘭市內人口為3556人。
羅斯蘭一帶於1890年發現金礦，吸引大批民眾到此淘金。同年羅斯·湯普森（Ross Thompson）獲取此處160英畝土地的業權，並在此劃下鎮址，本來打算將此處稱為「湯普森」，但由於卑詩省内已有一座名為「湯普森」的城鎮，因此改名為「羅斯蘭」。羅斯蘭於1897年3月18日正式建制為市，人口於同年達致7000，為當時加拿大西部最大城市之一。
卑詩省3B和22號公路於羅斯蘭交匯，兩條公路在市内共構運行。3B公路在兩端皆駁上3號公路；22號公路則向北通往卡斯爾加，向南直達美加邊境。

## 外部連結
- 维基共享资源上的相關多媒體資源：羅斯蘭
- （英文）City of Rossland （页面存档备份，存于）－羅斯蘭市政府官方網站